# Erioptera bivittata
Erioptera bivittata là một loài ruồi trong họ Limoniidae. Chúng phân bố ở miền Cổ bắc.